# Nino Bertolaia
Nino Bertolaia (Milánó, 1905. január 19. – ?, ?) világbajnok olasz párbajtőrvívó, sportvezető, 1952–1959 között az Olasz Vívószövetség elnöke.